# Mika Sugimoto
Mika Sugimoto –en japonès, 杉本 美香– (Itami, 27 d'agost de 1984) és una esportista japonesa que va competir en judo.
Va participar en els Jocs Olímpics de Londres 2012, obtenint una medalla de plata en la categoria de +78 kg. Als Jocs Asiàtics de 2010 va aconseguir una medalla d'or.
Va guanyar cinc medalles al Campionat Mundial de Judo entre els anys 2008 i 2011, i quatre medalles al Campionat Asiàtic de Judo entre els anys 2004 i 2008.

## Palmarès internacional
| Jocs Olímpics     | Jocs Olímpics              | Jocs Olímpics | Jocs Olímpics |
| Any               | Lloc                       | Medalla       | Categoria     |
| ----------------- | -------------------------- | ------------- | ------------- |
| 2012              | Londres ( Regne Unit)      | 2             | +78 kg        |
| Campionat Mundial |                            |               |               |
| Any               | Lloc                       | Medalla       | Categoria     |
| 2008              | Levallois-Perret ( França) | 3             | Oberta        |
| 2010              | Tòquio ( Japó)             | 1             | +78 kg        |
| 2010              | Tòquio ( Japó)             | 1             | Oberta        |
| 2011              | París ( França)            | 3             | +78 kg        |
| 2011              | Tiumén ( Rússia)           | 3             | Oberta        |
| Jocs Asiàtics     |                            |               |               |
| Any               | Lloc                       | Medalla       | Categoria     |
| 2010              | Canton ( R.P. de la Xina)  | 1             | +78 kg        |
| Campionat Asiàtic |                            |               |               |
| Any               | Lloc                       | Medalla       | Categoria     |
| 2004              | Almatý ( Kazakhstan)       | 2             | Oberta        |
| 2005              | Taskent ( Uzbekistan)      | 1             | +78 kg        |
| 2005              | Taskent ( Uzbekistan)      | 1             | Oberta        |
| 2008              | Jeju ( Corea del Sud)      | 1             | Oberta        |